# Basnal, Aurad
Basnal là một làng thuộc tehsil Aurad, huyện Bidar, bang Karnataka, Ấn Độ.